# Distretto di Masma Chicche
Il distretto di  Masma Chicche è uno dei trentaquattro distretti della provincia di Jauja, in Perù. Si trova nella regione di Junín e si estende su una superficie di  29,86 chilometri quadrati.